# Ariox
Ariox és un grup de música català liderat per la cantautora cardedeuenca Ariadna Casas, que escriu "pop d'escriptori". Va iniciar la seva carrera durant el confinament per la COVID del 2020.

## Discografia[4]

### Discs
- 2022: mama, l'amor em dona mal de cap (Luup Records), conjuntament amb Galgo Lento

### EP
- 2020: Venir fins aquí (autoedició)
- 2021: Ens hem deixat els fogons encesos i s'ha cremat la cuina (Luup Records)

### Senzills
- 2020: Dins meu (autoedició)
- 2020: Dies d'estiu (autoedició)
- 2021: Nokia (Optima Music), conjuntament amb Ven'nus
- 2021: Fotre el camp (Luup Records)
- 2021: Ja fa un temps (Luup Records)
- 2021: L'estiu amb tu (Seven Hundred Little Records/ Luup Records), conjuntament amb Galgo Lento

## Premis
- 2021: Nominació: Millor artista revelació dels Premis Enderrock[5]